# Himantura polylepis
Himantura polylepis  (лат.) — вид рода хвостоколов-гимантур из семейства хвостоко́ловых отряда хвостоколообразных надотряда скатов. Они обитают в тропических водах крупных рек Индокитая и Борнео, хотя исторически были широко распространены по всей Южной и Юго-Восточной Азии. Это одни из самых крупных пресноводных рыб в мире. Максимальная зарегистрированная ширина диска 1,9 м. Вес может достигать 600 кг. Грудные плавники этих скатов срастаются с головой, образуя овальный сравнительно тонкий диск, ширина которого превосходит длину. Треугольное удлинённое рыло заострено. Тонкий кнутовидный хвост длиннее диска. Кожные кили на хвостовом стебле отсутствуют. Окраска дорсальной поверхности диска ровного серо-коричневого цвета. Задний край вентральной поверхности диска имеет широкую тёмную окантовку. 
Подобно прочим хвостоколообразным Himantura polylepis размножаются яйцеживорождением. Эмбрионы развиваются в утробе матери, питаясь желтком и гистотрофом. В помёте до 4 новорождённых. Рацион этих донных рыб состоит в основном из мелких костистых рыб и беспозвоночных. Они являются объектом целевого промысла, ценятся среди рыболовов-любителей и аквариумистов. Вид страдает от ухудшения условий среды обитания, обусловленного антропогенными факторами. 

## Таксономия и филогенез
Впервые новый вид был описан в 1852 году датским ихтиологом Питером Блекером как Trygon polylepis. Описание было сделано на основании неполовозрелой особи с диском шириной 30 см, пойманной недалеко от Джакарты, Индонезия. Видовой эпитет происходит от слов др.-греч. πολύ — «много» и др.-греч. λεπίς — «чешуйка». В последующие годы оригинальное описание пересматривалось, и в 1990 году вид был заново описан под названием Himantura chaophraya, которое получило широкое распространение. Голотипом была назначена самка длиной 78 см, пойманная в реке Чаупхрая. Паратипы: самец длиной 107 см и самка длиной 192 см, пойманные в реке Нан, в 360—460 км вверх по течению от Сиамского залива.
В 2008 году исследователи пришли к выводу, что Trygon polylepis и Himantura chaophraya представляют собой один и тот же вид, действительным названием которого было признано Himantura polylepis. 
В водах Южной, Юго-Восточной Азии и Австралии обитает комплекс схожих видов хвостоколов-гимантур, которых предварительно идентифицировали как Himantura polylepis. Австралийский хвостокол был описан в качестве самостоятельного вида в 2008 году как Himantura dalyensis. Скаты из Новой Гвинеи, вероятно, принадлежат именно к этому виду, а не к виду Himantura polylepis, хотя для окончательного подтверждения необходимо дополнительные исследования. Trygon fluviatilis из Индии, описанный в 1909 году очень схож и может быть конспецифичен Himantura polylepis. С другой стороны сравнение ДНК и последовательности аминокислот хвостоколов Индии и Таиланда выявило существенные отличия. Наконец, для оценки степени дивергенции среди популяций Himantura polylepis, населяющих различные бассейны водоёмов внутри ареала, и для определения таксономической дифференциации необходимы дальнейшие исследования.
Учитывая более широкие эволюционные взаимоотношения Himantura polylepis и прочих представителей семейства хвостоколовых в 2012 году был проведён филогенетический анализ на основе митохондриальной ДНК, который показал, что наиболее близкородственным этому виду является скат-голохвост Urogymnus asperrimus, с которым они в свою очередь образуют кладу с Himantura granulata и Himantura lobistoma. Эти данные подтвердили предположение о том, что род хвостоколов-гимантур является полифилетичным.

## Ареал и места обитания
Himantura polylepis населяют бассейны нескольких крупных рек Индокитая и Борнео. Они встречаются в реке Меконг вплоть до округа Чан Хонг Таиланда, а также в реках Чаупхрая, Нан, Мэкхлонг, Бэн Пекон, Прачин Бури и Тапи на Борнео. Этот вид скатов обитает в реке Махакам на Калимантане и Кинабатанган, штат Сабах. Ранее они попадались в штате Саравак, однако за последние 25 лет случаев поимки не было. Исторические данные о присутствии этого вида в Мьянме, реке Ганг и в Сиамском заливе в настоящее время не подтверждены.
Обособленные популяции Himantura polylepis, обитающие в разных реках, вероятно, изолированы друг от друга; хотя скаты этого вида встречаются в солоноватых водах, скорее всего они не пересекают морские акватории. Эти донные рыбы предпочитают песчаное и илистое дно. Иногда, вопреки ожидания, они попадаются вблизи густонаселенных городских районов.

## Описание
Грудные плавники этих скатов срастаются с головой, образуя овальный тонкий диск, ширина которого в передней части слегка превышает длину. Передний край формирует тупой угол, заострённый кончик короткого рыла выступает за края диска. Позади мелких глаз расположены брызгальца, которые превышают их по размеру. На вентральной поверхности диска имеются 5 пар жаберных щелей, рот и ноздри. Между ноздрями пролегает лоскут кожи с бахромчатым нижним краем. Маленький рот изогнут в виде дуги, на дне ротовой полости присутствуют до 7 отростков (2—4 крупных отростка по центру и 1—4 по сторонам). Мелкие притуплённые зубы выстроены в шахматном порядке и образуют плоскую поверхность. Брюшные плавники маленькие и тонкие. У самцов имеются довольно крупные птеригоподии.
Кнутовидный, сильно утончающийся к конику и имеющий цилиндрическое сечение хвост в 1,8—2,5 раз превышает длину диска. Кожные складки на хвостовом стебле отсутствуют. На дорсальной поверхности у основания хвостового стебля расположен единственный зазубренный шип, соединённый протоками с ядовитой железой. У Himantura polylepis шип самый длинный среди всех хвостоколов и достигает в длину 38 см. Дорсальная поверхность диска плотно покрыта крошечными сердцевидными чешуйками, которые располагаются широкой полосой от области между глазами до основания хвоста. В центральной части диска вдоль позвоночника расположен ряд из 4—6 крупных бляшек. Остальная кожа усеяна мелкими зернистыми чешуйками, хвост позади шипа покрыт острыми шипиками. Окраска дорсальной поверхности диска ровного серо-коричневого цвета. По краям иногда диск приобретает розоватый или желтоватый оттенок. У живых особей кожа покрыта слоем тёмно-коричневой слизи. Вентральная поверхность диска белая и широкой тёмной полосой, окружённой многочисленными пятнышками, лежащей вдоль задних краёв грудных и брюшных плавников. Позади шипа хвост чёрный. Максимальная зарегистрированная ширина диска 1,9 м, а общая длина 5 м. В Меконге и Чаухпрая попадались особи весом 500—600 кг.

## Биология
Рацион этих скатов составляют мелкие беспозвоночные, такие как ракообразные и моллюски, которых они обнаруживают с помощью электрорецепции. Их часто можно видеть у края берега, где они, вероятно, кормятся земляными червями. На Himantura polylepis паразитируют ленточные черви  Acanthobothrium asnihae, A. etini, A. masnihae, A. saliki, A. zainali, Rhinebothrium abaiensis, R. kinabatanganensis и R. megacanthophallus. 
Подобно прочим хвостоколообразным Himantura polylepis относится к яйцеживородящим рыбам. Эмбрионы развиваются в утробе матери, питаясь желтком и гистотрофом. В помёте 1—4 новорождённых с диском шириной около 30 см. Беременные самки часто попадаются в эстуариях рек, которые, вероятно, служат природными питомниками. У самцов половая зрелость наступает при достижении ширины диска 1,1 м.

## Взаимодействие с человеком
Himantura polylepis в целом не проявляют агрессии, хотя с ними надо обращаться с осторожностью, поскольку их ядовитый длинный шип способен пробить кость. Они не являются объектом целевого лова, но в качестве прилова попадаются в жаберные сети и ловушки. Эти скаты считаются трудной добычей: даже попавшихся на крючок рыб бывает трудно вытащить из воды, поскольку они часто зарываются в толщу ила. Используют мясо и хрящи. Крупных особей продают, разрубив на части. Несмотря на то, что мясо взрослых скатов не используют в пищу, их убивают или калечат. Этих хвостоколов ценят рыболовы-любители, их содержат в публичных аквариумах. К сожалению, эта тенденция не способствует сохранности вида, поскольку они не очень хорошо выживают в неволе или будучи отпущенными после поимки на свободу.
Этот вид сильно страдает от ухудшения условий среды обитания, вызванного антропогенным фактором, в частности, из-за вырубки лесов и освоения земель. Строительство дамб вызывает разделение популяций и обедняет генетическое разнообразие, что делает Himantura polylepis особенно уязвимыми. За последние 20—30 лет численность этих скатов в водах Таиланда и Камбоджи сократилась на 30—50 %, а в некоторым районах — на 95 %. Размер пойманных рыб становится всё меньше. Например, в Камбодже средний вес улова сократился с 23,2 кг в 1980 году до 6,9 кг в 2006 году. В 1990-х годах Правительство Таиланда запустило программу искусственного разведения этого вида, однако в 1996 году она была приостановлена. Международный союз охраны природы присвоил этому виду статус сохранности «Вымирающий».